# Catedral de Santiago y Nuestra Señora del Pilar (Bata)
La Catedral de Santiago y Nuestra Señora del Pilar o bien Catedral de Bata y más formalmente Catedral de Santiago Apóstol y Nuestra Señora del Pilar es el nombre que recibe un edificio religioso que forma parte de la iglesia católica y funciona como una de las tres catedrales que existen en el país africano de Guinea Ecuatorial.
Está localizada en la provincia Litoral en la región continental. Sigue el rito latino y fue consagrada en 1954. Es la sede de la diócesis de Bata (Dioecesis Bataensis) y su obispo es Juan Matogo Oyana.
Su arquitectura es de estilo gótico neocolonial, obra de varios misioneros. Las obras para su construcción se iniciaron en 1951 y culminaron el 8 de diciembre de 1954, durante la época del gobierno español.
En el año 2000 el templo comenzó obras de remodelación que concluyeron en el 2005 con el apoyo del gobierno de Guinea Ecuatorial.
Por su valor histórico y arquitectónico está incluida en la lista de Monumentos del patrimonio nacional.